# Kaikoura
Kaikoura je město na Novém Zélandu, nacházející se na východním pobřeží Jižního ostrova, v nejsevernější části regionu Canterbury. Je správním střediskem stejnojmenného okresu a vyhledávaným turistickým cílem. Při sčítání obyvatel v roce 2006 se zde k trvalému pobytu hlásilo 2 172 obyvatel.

## Geografie
Střed města leží na severním kořeni geomorfologicky velice zajímavě utvářeného poloostrova Kaikoura, který izolovaně vybíhá z pobřeží, ustupujícího od severovýchodu k jihozápadu. Severozápadně se ve vzdálenosti přibližně 10 km od centra Kaikoury zvedají hřebeny pohoří Seaward Kaikoura Range, které je výběžkem Jižních Alp. Horský pás s nejvyšším bodem Mount Manakau (2 610 m) se táhne od západu z vnitrozemí a severně od města se přimyká k pobřeží. Z jeho svahů, spadajících strmě do moře, vytvořila eroze vysoké a členité útesy. Prudký pokles zemského povrchu pokračuje i pod mořskou hladinou, kde se dno svažuje do mořského příkopu Hikurangi, jenž se dále prohlubuje směrem k severovýchodu podél Jižního a Severního ostrova.

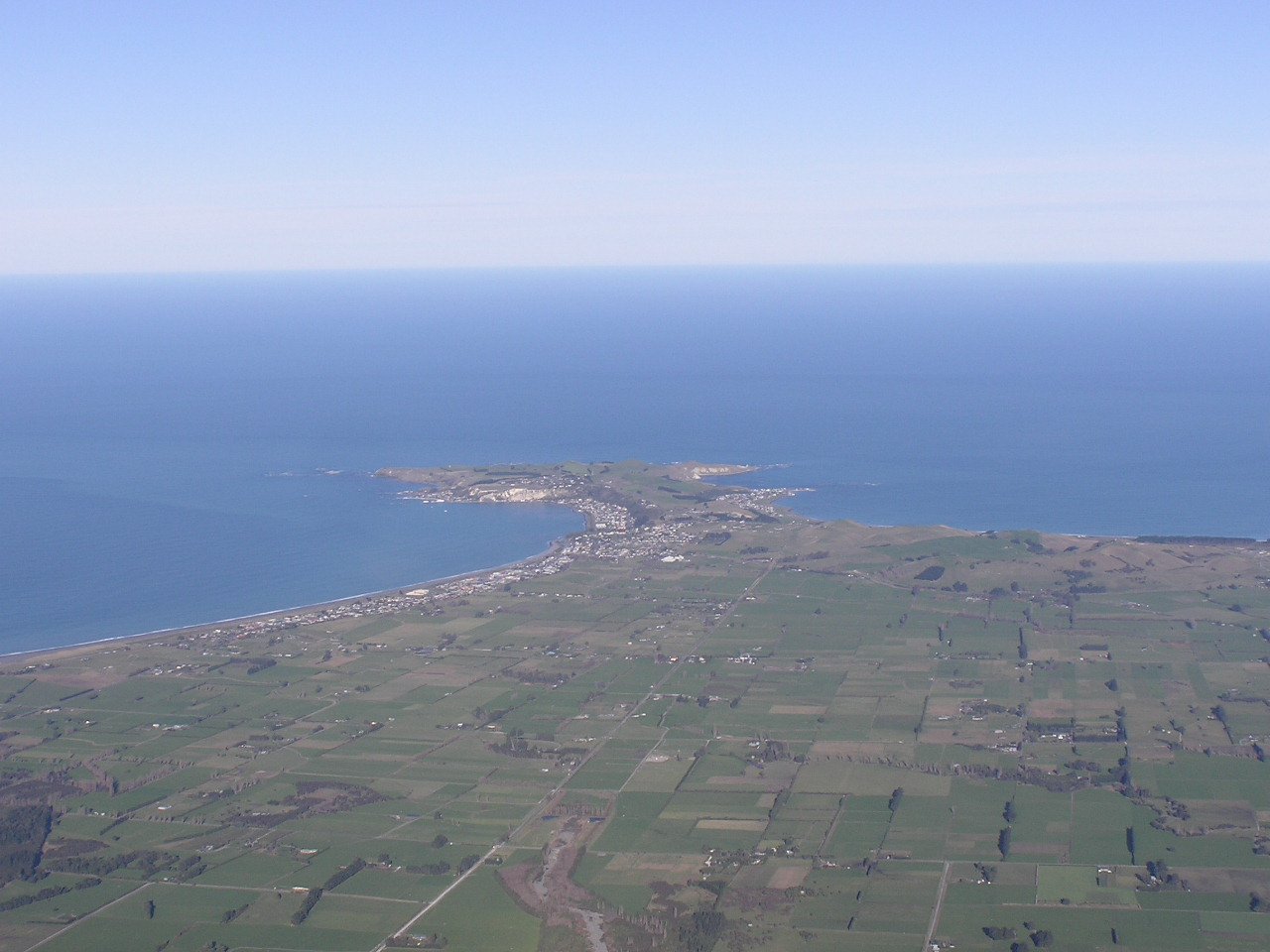
Poloostrov Kaikoura z vrcholku hory Mt. Fyffe

Poloha Kaikoury na pobřeží Tichého oceánu v kombinaci s blízkostí vysokých hor má značný vliv na počasí. Průměrné nejvyšší teploty v letních měsících, tedy v prosinci, lednu a únoru, se pohybují kolem 20 °C, dlouhodobý průměr nejnižších teplot v zimě, tj. v červnu, červenci a srpnu, neklesá pod 5 °C. Roční průměrný úhrn srážek je na základě měření mezi lety 1971–2000 844 mm. Během dlouhodobějších či intenzivních srážek způsobuje velké množství vody, nahromaděné v horských údolích, prudké vzedmutí hladiny řeky Kowhai, vlévající se do moře západně od města.

## Historie
Nejstaršími osadníky byli Maorové z kmene Waitaha, kteří přišli do oblasti přibližně před osmi sty až tisíci lety, následováni později příslušníky kmene Kāti Mamoe (rovněž zvaného Ngāti Mamoe) a nakonec lidem z kmene Ngāi Tahu (řidčeji Kāi Tahu). Z maorštiny také pochází jméno dnešního města, které doslovně přeloženo znamená "pokrm z langust", kde "kai" je "jídlo, jíst" a "koura" je maorským termínem pro langustu. Dle nejčastěji zmiňované pověsti tak místo nazval Tamaki–te–rangi, jedna z postav maorského folklóru, když se zde zastavil, aby se občerstvil při pronásledování svých uprchlých manželek. Podle jiné tradice znělo původní jméno Te–Ahi–Kai–Koura–a–Tamatea–Pokai–Whenua, tedy Oheň, na kterém byly připraveny langusty pro Tamatea Pokai Whenuu, legendárního maorského cestovatele a objevitele. Langusty byly skutečně významnou položkou na jídelníčku maorských obyvatel Kaikoury, tou hlavní však byli velcí nelétaví ptáci moa. V roce 1857 bylo na pohřebišti na poloostrově Kaikoura odkryto největší dosud nalezené vejce těchto tehdy již vyhynulých ptáků, o průměru 178 mm a 240 mm dlouhé. Se značným úbytkem ptáků moa nabylo postupně na důležitosti zemědělství, díky čemuž vzniklo osídlení trvalého charakteru a na vršcích na poloostrově i v blízkém okolí byla vybudována opevněná sídla, nazývaná maorsky pa, jejichž zbytky jsou na některých místech ještě dodnes patrné. Některá nesou známky bojů, ke kterým mezi jednotlivými kmeny často docházelo. Velká bitva se odehrála roku 1828, kdy se na zdejších plážích vylodili válečníci kmene Ngāti Toa a pobili či zajali několik stovek místních obyvatel.

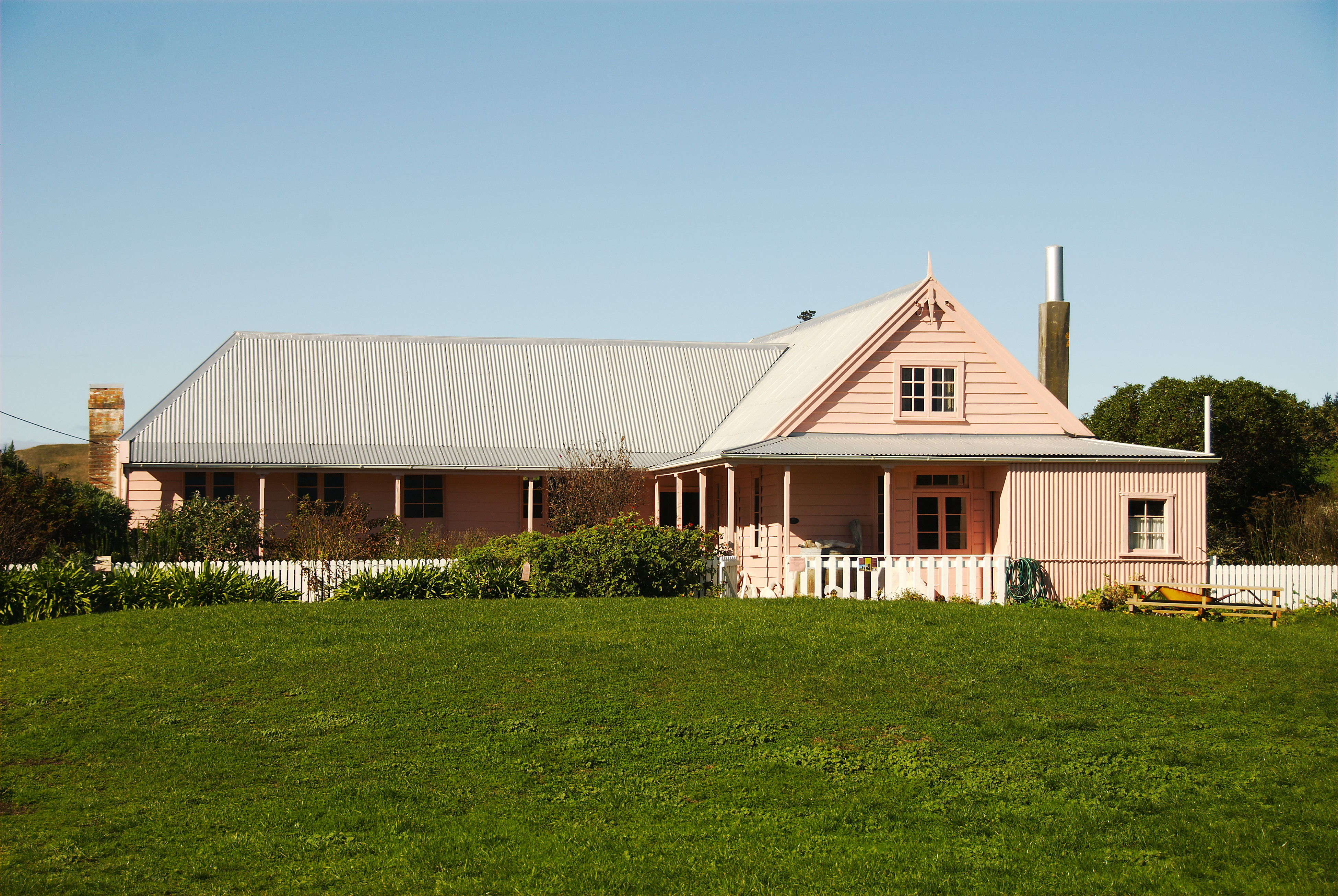
Fyffe House

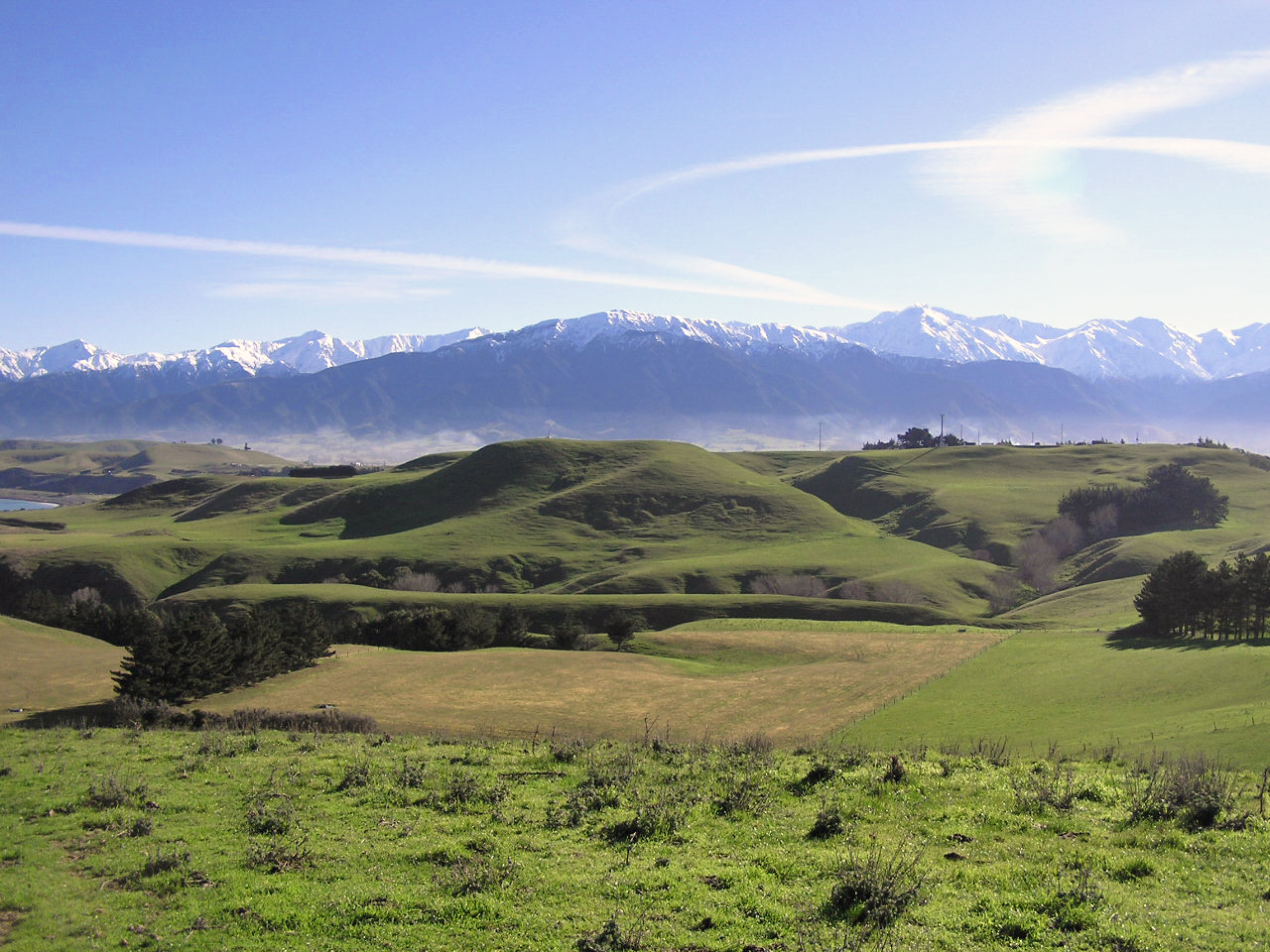
Pahorky poloostrova Kaikoura s pohořím Seaward Kaikoura Range v pozadí

V roce 1770 spatřil poloostrov Kaikoura z paluby lodi HMS Bark Endeavour kapitán James Cook, když kolem proplouval během své první tichomořské expedice. Prvním doloženým Evropanem, který se zde usadil, byl velrybář Robert Fyfe, který roku 1843 založil na severním pobřeží poloostrova velrybářskou stanici. Vody kolem Kaikoury byly k lovu velryb velmi příhodné, neboť stoupavé proudy chladné vody z mořského příkopu Hikurangi, který se v těchto místech nachází výjimečně blízko pobřeží, vynášejí k hladině množství hlubokomořských živočichů a poskytují tak kytovcům hojnost potravy. Kapitán Fyfe začal také se stavbou domu, určeného původně pro sudaře, avšak v roce 1854 utonul. Provoz stanice po něm převzal jeho bratranec George Fyffe (který psal své jméno s dvěma "f"), jenž v roce 1860 tzv. Fyffe House dokončil. Dům, jehož základy tvoří velrybí obratle, stojí do dnešních dnů a je jedinou, a proto také významnou památkou na velrybářskou historii města. Díky relativně snadnému úlovku velrybářských stanic rychle přibývalo, což však zanedlouho vedlo ke značnému poklesu počtu kytovců v okolních vodách a lov se postupně přestal vyplácet. Stejně jako kdysi maorští obyvatelé, i evropští usedlíci tak stále častěji hledali obživu ve farmaření a rybolovu. Vzhledem k tomu, že přístup k obci od severu byl přehrazen horskými srázy, hrál dlouhou dobu zásadní roli místní přístav, kterému ulehčila až teprve železniční Hlavní severní dráha (Main North Line) z Christchurche do Pictonu, jejíž stavba byla zahájena už na samém počátku 20. století, ale právě díky náročnému terénu severně od Kaikoury byla dokončena až v roce 1945, kdy se její severní a jižní část v Kaikouře spojily. Přístavu ulehčila natolik, že byl roku 1949 zrušen. Lovu velryb, zastavenému v 60. letech 20. století, přinesl definitivní konec Zákon na ochranu mořských savců (Marine Mammals Protection Act), vydaný v roce 1978. Od konce 80. let 20. století zažívá město, potýkající se do té doby s hospodářskými problémy, rostoucí příliv turistů, kteří tvoří významný zdroj příjmů.

## Město v současnosti
Vlastní centrum města je velmi malé a omezuje se prakticky jen na ulici West End, která směrem k jihu, ke špičce poloostrova Kaikoura přechází v promenádu Esplanade, kde se koncentruje velká část ubytovacích zařízení. Městem prochází State Highway 1, páteřní komunikace Jižního a potažmo i Severního ostrova. V severní části města se kolem tohoto hlavního silničního tahu, vedeného zde podél mořského pobřeží paralelně se železnicí, nachází většina občanské vybavenosti obce. Obytná zástavba se soustředí především na západní, tedy vnitrozemské straně dálkové silnice. Severozápadně od Kaikoury, na rozlehlé rovinaté planině mezi městem a úpatím hor se pak rozkládá velké množství převážně rodinných farem. Vedle napojení na silniční síť a železnici má Kaikoura k dispozici také malé letiště, sloužící však převážně rekreačním účelům. Ve městě se nachází několik mateřských a základních škol, střední škola, nemocnice, knihovna, kino i malé lokální museum. Sportovnímu vyžití slouží plavecký bazén a několik sportovních klubů, zejména ragbyový, golfový, netballový a klub hráčů bowls. Západně od města je postaven malý automobilový závodní okruh.

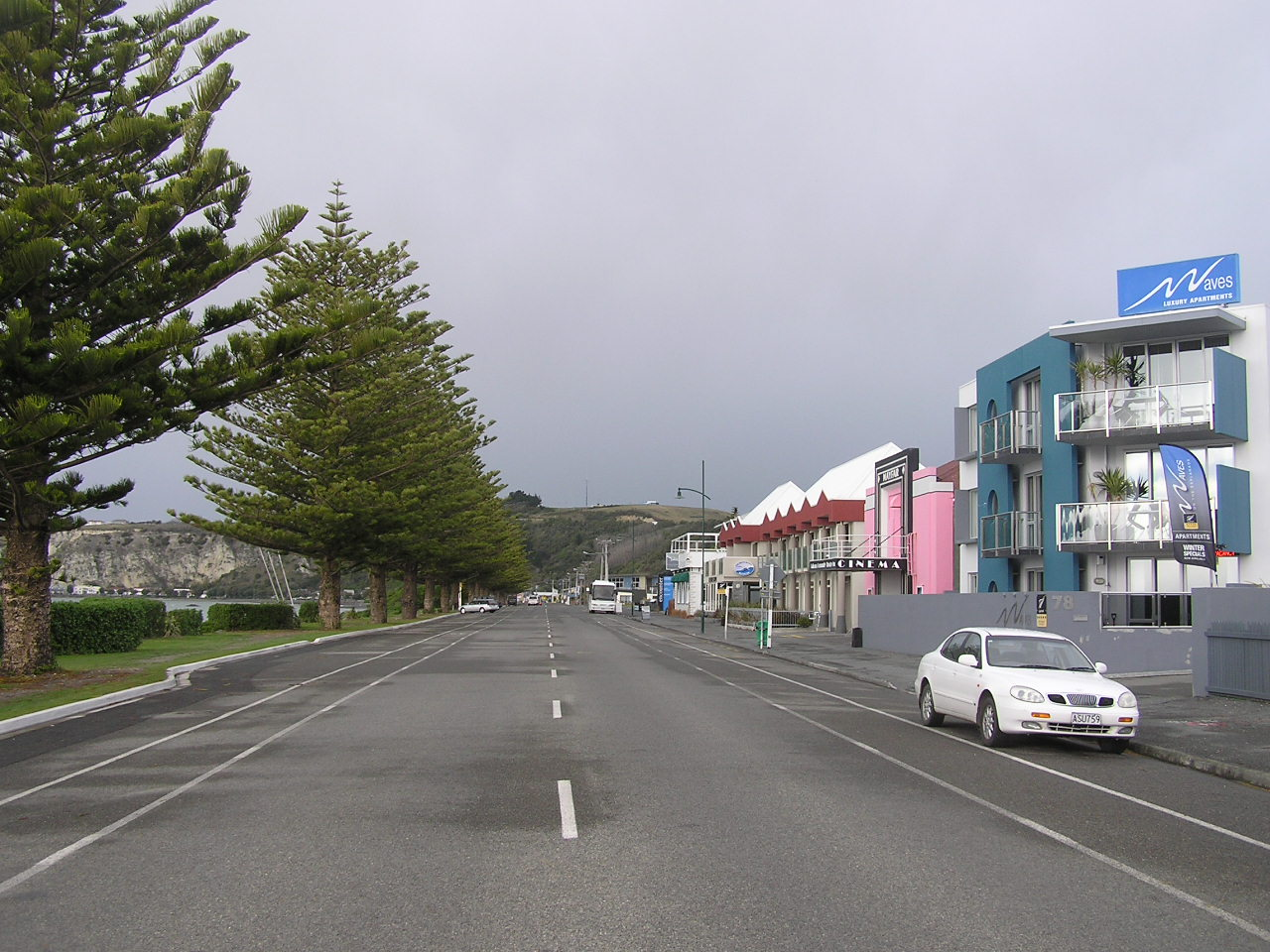
Kaikoura, ulice Esplanade

Úřady města a okresu Kaikoura úspěšně pracují na politice trvale udržitelného rozvoje a omezení negativních dopadů hospodaření na životní prostředí. Tato politika spočívá především ve snaze o redukci emisí a maximální možnou recyklaci odpadů. Ve městě se nalézá velký sběrný dvůr pro tříděný odpad, spojený s prodejem použitého zboží za minimální ceny. Místní úřad se stal první obecním úřadem na světě, který získal certifikaci Green Globe, opírající se o principy programového dokumentu OSN, známého jako Agenda 21 a věnovaného mimo jiné trvale udržitelnému rozvoji. Město obdrželo certifikaci roku 2003 a každý následující rok se ji podařilo obhájit.

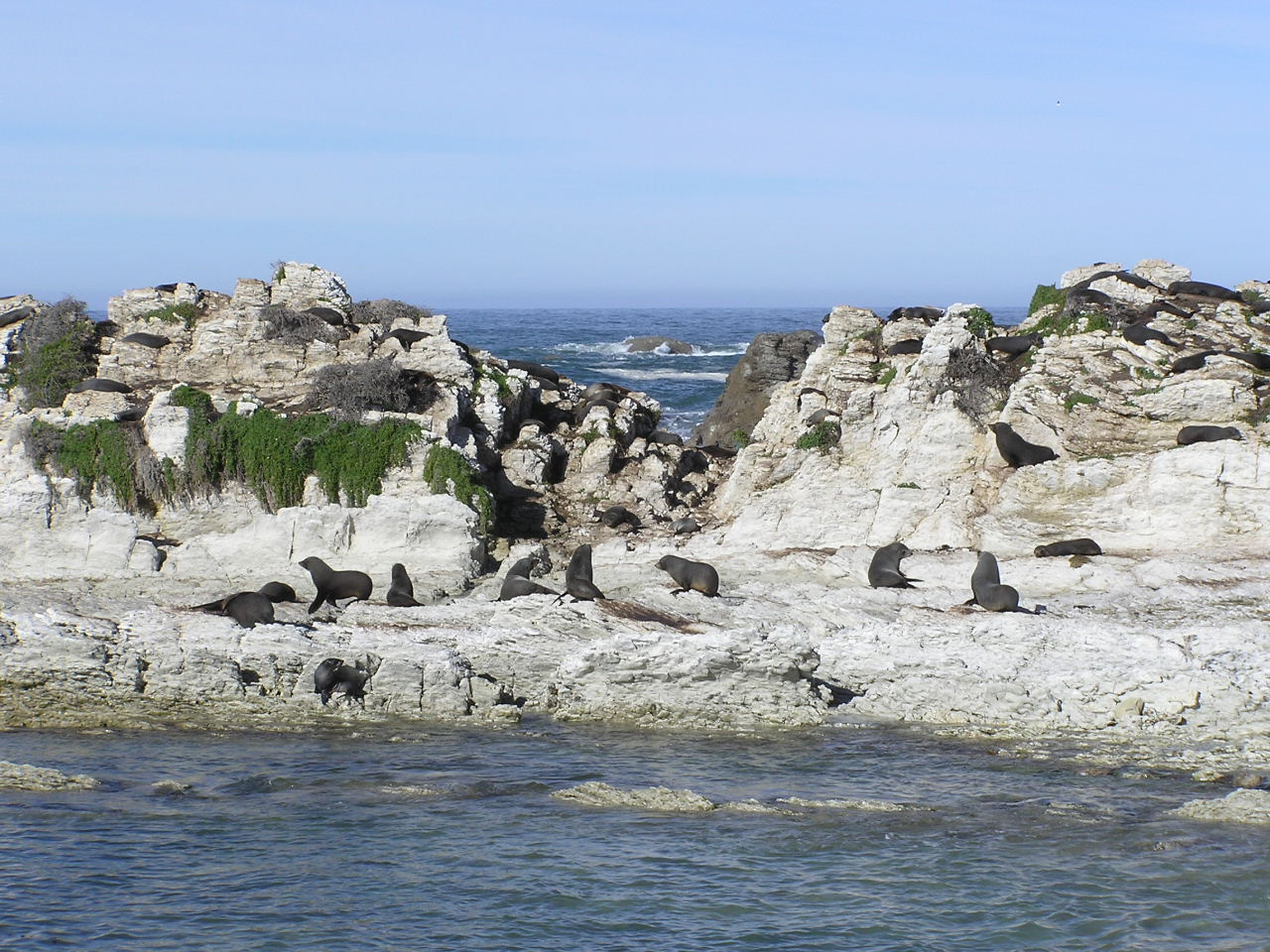
Kolonie ploutvonožců na poloostrově Kaikoura

Významným zdrojem příjmů města je turistika. Mnoho návštěvníků přijíždí pozorovat velmi pestrý mořský život, kterým oplývají vody kolem poloostrova Kaikoura. Blízko pobřeží se vyskytuje mnoho druhů mořských živočichů včetně hlubokomořských, vynášených proudy z mořského příkopu Hikurangi. Hojnost kořisti dále láká nejen velké množství rozmanitých druhů mořských ptáků, ale především mořské savce, kteří jsou hlavním objektem zájmu turistů. Jsou to zejména vorvani obrovští, kosatky dravé, kulohlavci, plískavice tmavé (jeden z druhů delfínů), jakož i další druhy kytovců, k jejichž pozorování se nabízí výlety na lodích i letadly. Na skalnatých březích poloostrova i na skalách okolního pobřeží se rovněž zdržují velké skupiny tuleňů, příležitostně se objevují i další druhy ploutvonožců. Okolí města poskytuje také dostatek příležitostí k ekoturistice, agroturistice a rovněž k turistice pěší. Výletní trasy vedou hlavně okolo poloostrova Kaikoura, ale také do blízkých hor, zejména na vrchol hory Mount Fyffe, pojmenované po rodině prvních evropských usedlíků, která tvoří samostatný hřeben nejblíže městu a která je z hlediska českého turisty zajímavá tím, že měří 1 602 metrů, tedy stejně jako Sněžka.